# الدوري الهولندي الدرجة الأولى 1993–94
الدوري الهولندي الدرجة الأولى 1993–1994 هو الموسم الثامن والثلاثون من الدوري الهولندي الدرجة الأولى منذ إنشائه في عام 1956. فاز بهذا الموسم نادي دوردريخت.

## الفرق
يشارك 20 نادي في الدوري: النادي الذي يحتل المرتبة الأولى في هذا الدوري يتأهل مباشرةً إلى الدوري الهولندي الممتاز، تأهل في هذه الدوري نادي دوردريخت.